# 塚本常弥
塚本 常弥（常彌、つかもと つねや、1857年12月20日（安政4年11月5日） - 1912年（大正元年）7月31日）は、日本の政治家。衆議院議員（1期）。

## 経歴
尼崎藩士塚本貫之の長男に生まれる。漢学と英語を学ぶ。岡山県属、宮崎県属を経て、1902年宮崎郡長に就任し、高等官七等に叙せられる。翌年勲六等瑞宝章を贈られる。宮崎郡長時代には郡立職業学校を設立し、校長となる。その後、勲五等双光旭日章を贈られ、1909年に高等官五等と従六位に叙せられる。
1912年1月に退官。同年5月の第11回衆議院議員総選挙において宮崎県から立憲政友会公認で立候補して当選。しかし、当選から2ヶ月後の7月に死去した。三回忌にあたる1914年に塚本の墓誌が建てられた。